# اصول حسابداری پذیرفته همگانی
اصول حسابداری پذیرفته همگانی (به انگلیسی: Generally accepted accounting principles, GAAP) ضوابط و قواعد کلی است که مورد قبول گروه بیشتری از اهل فن می‌باشد، و عملاً سر مشق و راهنمای آنان قرار می‌گیرد. بدون پیروی از این ضوابط، عملیات حسابداری و نتایج حاصله از آن برای اشخاص ذی‌علاقه دارای مفهوم مشترک نخواهد بود. چنانچه هر حال حسابدار بر اساس ذوق و سلیقهٔ شخصی خود مبادرت به انجام عملیات حسابداری، نگاهداری حساب‌ها و تنظیم صورت حساب کند حاصل کار او برای دیگران فایده کافی نخواهد داشت، و مقایسه نتایج فعالیت‌های مالی یک مؤسسه در ادوار مالی مختلف و صورت حساب‌های مؤسسات مشابه با یکدیگر امکان نخواهد یافت.اصولی که اجرای آن ها مستلزم اجرای دقیق استاندارد ها و رویه های از پیش تعیین شده حسابداری می‌باشد.

## تقسیمات اصول حسابداری پذیرفته همگانی
اصول حسابداری پذیرفته همگانی شامل اجزای اصلی زیر است:
- مفروضات محیطی (Environmental Assumptions)
- اصول حسابداری (Accounting Principles)
- اصول محدودکننده حسابداری (Restrictive Accounting Principles)

## اصول اساسی حسابداری
علاوه بر مفروضات محیطی در حسابداری، برای ثبت و گزارشگری مالی، به رهنمودها و دستورالعمل‌های روشن‌تر و مشخص تری نیز نیاز می‌باشد، این دستورالعمل‌ها که به اصول حسابداری موسوم می‌باشند در مقایسه با مفروضات حسابداری، بیشتر جنبه اجرایی و کاربردی دارند. چهارچوب اولیه و زیربنایی حسابداری ابتدا به وسیله مفروضات شکل می‌گیرد و سپس بوسیله اصول حسابداری عملی می‌گردد.
 پاسخ:
در این‌جا چهار اصل مهم مورد بحث قرار می‌گیرد:
1. اصل بهای تمام شده تاریخی (Historical Cost Principle)
2. اصل هم‌زمانی (Matching Principle)
3. اصل تحقق درآمد (Revenue-Recognition Principle)
4. اصل افشاء کامل (Full Disclosure Principle)

## اصل بهای تمام شده تاریخی
طبق اصل بها مبادلات حسابداری در تاریخ وقوع به بهای تمام‌شده در دفاتر ثبت می‌گردند. منظور از بهای تمام‌شده هر دارایی ارزش مبادله‌ای نقدی آن در تاریخ تحصیل است. پرداخت‌های اضافی به علت خریدهای نسیه و مدت‌دار جزء بهای تمام‌شده دارایی محسوب نمی‌شود. به مرور زمان که ارزش دارایی‌ها تغییر می‌کند، این تغییر ارزش در بهای ثبت‌شده دارایی بی‌اثر است.
معایب
1. تغییرات ارزش دارایی‌ها در طول سال‌های متمادی در نظر گرفته نمی‌شود.
2. چون دارایی‌ها در طول سال‌های متفاوت خریداری می‌شوند و مقیاس اندازه‌گیری بهای این دارایی‌ها پول است و ارزش پول همیشه یکسان نیست، بنابراین به دلیل اختلاف در مقیاس اندازه‌گیری، جمع کردن یک دسته از دارایی‌هایی که در طول سال‌های متفاوت خریداری شده‌اند، خالی از اشکال نیست.

مزایا
با وجود معایب بالا، به دلایل زیر، هنوز بهای تمام‌شده تاریخی مبنای ثبت و گزارشگری قرار می‌گیرد:
1. بهای تمام شده، بر تخمین و ارزیابی مبتنی نبوده بلکه واقعی، قابل اندازه‌گیری و قابل اتکاء است.
2. بهای تمام شده تاریخی در زمان تحصیل، نشان دهنده ارزش متعارف دارایی در آن تاریخ است.
3. بهای تمام شده تاریخی، قابل رسیدگی و رد یابی است.

## اصل تحقق درآمد
اصل تحقق درآمد، زمان شناسایی درآمد و ثبت آن در حسابها و صورتهای مالی را تعیین می‌نماید. طبق این اصل، درآمد زمانی شناسایی می‌گردد که دو شرط زیر برقرار باشد:
- مبادله یا داد و ستدی صورت گرفته باشد.
- فرایند کسب سود(The Earning Process)، کامل شده باشد.

تکمیل فرایند کسب سود شامل تکمیل فروش یا انجام خدمت، انتقال مالکیت از فروشنده به خریدار، دریافت وجه نقد یا اطمینان از دریافت وجه نقد در آینده است. طبق اصل تحقق درآمد، درآمد ناشی از فروش کالا باید در زمان فروش و مطابق «روش فروش» شناسایی گردد. زیرا در تاریخ فروش، فرایند کسب سود، کامل می‌گردد. طبق اصل تحقق درآمد، درآمد ناشی از خدمات بر اساس میزان انجام خدمات شناسایی می‌گردد. زیرا میزان انجام خدمات، مبنایی جهت تشخیص تکمیل فرایند کسب سود است. مطابق اصل تحقق درآمد، مبالغ پیش دریافت مشتریان نباید به عنوان درآمد دوره محسوب گردد. زیرا فرایند کسب سود در مورد این مبادله هنوز تکمیل نشده‌است.

## اصل تطابق (هم‌زمانی)
بر اساس اصل هم‌زمانی، هزینه‌های انجام‌شده برای ایجاد درآمد باید به حساب دوره‌ای که درآمد در آن تحصیل شده‌است منظور شود. به عبارت دیگر، سود هر دوره تفاوت بین درآمدهای تحصیل شده و هزینه‌های تحمل شده برای کسب درآمد همان دوره است. مطابق این اصل، بسیاری از هزینه‌های انجام شده در دوره جاری، به دلیل داشتن منافع آتی به عنوان دارایی در دفاتر و صورتهای مالی ثبت و گزارش می‌شوند.

## اصل افشاء کامل
اصل افشاء ایجاب می‌کند که کلیه رویدادها و وقایع مالی با اهمیت مربوط به واحد تجاری به‌طور مناسب و کامل افشاء گردد. این اصل که بر کلیه جوانب گزارشگری مالی تأثیر دارد، واحد تجاری را ملزم به تهیه اطلاعات مورد نیاز برای بستانکاران و اعتبار دهندگان می‌نماید. این اطلاعات می‌تواند در متن صورتهای مالی یا در یاداشت‌های همراه این صورتها، افشاء گردند.